# Эрцо
Эрцо (осет. Ерцъо, груз. ერწო ɛrt͡sʼɔ) — карстовое озеро в Дзауском районе Южной Осетии, в бассейне реки Квирила. Является вторым по площади озером республики.
Восточнее озера находится одноимённое село.

## Характеристика
Расположено в Кударском ущелье. Высота над уровнем моря — 1711 м. Питание озера стоковое и дождевое, также имеются подземные каналы.
Площадь озера — 0,3 км², площадь водосбора 5,3 км². Наибольшая длина — 940 м.
Озеро уникально в своём роде, на Кавказе оно самое большое из карстовых. С некоторой периодичностью (5-6 лет) из озера пропадает вода. Это связывают с наличием подземных пещер. Геологическое строение ландшафта сложено верхнеюрскими известняками.

«Озёрная котловина занимает северную часть довольно обширной депрессии Эрцо, сложенной верхнеюрскими известняками. Сильная трещиноватость коренных пород способствовала интенсивному развитию карстовых процессов в этом районе. Котловина озера отделена от остальной части депрессии невысокой известковой грядой. Озеро занимает четыре карстовые воронки с максимальными глубинами от 5 до 19 м, разделённые подводными грядами.»
— Ефремов Ю. В. Голубое ожерелье Кавказа